# Poslovni neboder
Poslovni neboder je svaki neboder građen za poslovne prostore raznih tvrtki.
Od stambenih nebodera uglavnom se razlikuju po boljoj kvaliteti i izgledu, a glavna im je karakteristika viši kat, koji u prosjeku iznosi 3.65 m.
Najviši poslovni neboder na svijetu je Burj Khalifa, a najviši hrvatski je Poslovni centar Strojarska.

## Poveznice
- Neboder

- Zagrebački poslovni neboderi

## Vanjske poveznice
- Emporis.com